# Mas Cànoves (Sant Julià de Vilatorta)
El Mas Cànoves és una masia de Sant Julià de Vilatorta (Osona) inclosa a l'Inventari del Patrimoni Arquitectònic de Catalunya.

## Història
Els primers documents dels segles ix-x, quan el casal estava sota la potestat de Sant Llorenç de Centelles. El 1482, Galceran Cànoves s'emancipà de Ramon de Centelles, senyor del casal de Bellpuig del terme del castell de Meda. A partir d'aquesta data, la propietat prosperà, i el 1618, Felip III de Castella concedí Francesc Cànoves el privilegi de noblesa. Tres anys abans el nunci papal havia atorgat permís per a celebrar culte a l'oratori del casal. A la segona meitat del segle xvii, els Cànoves eren una família poderosa i s'entroncaren amb famílies de nom.

## Descripció
És un edifici civil, una masia orientada a ponent, amb torre de defensa separada de l'edificació i que es comunica a aquesta amb un pont penjat, per sota del qual s'accedeix a l'entrada principal formada per un gros portal dovellat. Annexionades a la torre hi ha àmplies galeries rodejades per un jardí i un parc amb columnates romàntiques.
Adossada a la masia hi ha la capella advocada a la mare de Déu de Núria. També té una masoveria annexa i una gran era. Al costat de restes medievals hi ha molts elements moderns que han convertit la casa gairebé en un palau.